# Charlie Haas
Charles Doyle Haas II, meglio conosciuto come Charlie Haas (Edmond, 27 marzo 1972), è un wrestler statunitense, noto per i suoi trascorsi nella WWE tra il 2002 e il 2010.
In WWE ha detenuto tre volte il WWE Tag Team Championship (due volte con Shelton Benjamin e una volta con Rico).

## Carriera

### Circuito indipendente (1996–2002)
Lottatore dotato di un buon bagaglio tecnico, nasce come combattente di coppia insieme al fratello Russ; l'avvicinamento al mondo del wrestling avviene nel corso degli studi alla Seton Hall University, dove si fa notare vincendo per due volte il titolo di Big East Champion. La passione per il wrestling è viscerale e, insieme al fratello, trascorre un periodo di allenamento presso la Iron Mike Sharpe's Wrestling School, nel New Jersey.
Nel 1999, il duo esordisce nella ECWA; dopo aver conquistato i titoli di coppia, arrivano i primi segnali dalla WWF, che intuisce il potenziale dei fratelli Haas. Infatti propone loro di combattere in dodici "dark matches" (incontri non ripresi dalle telecamere) di prova, senza però abbandonare gli allenamenti. Per questo il tag team si trasferisce a Memphis, dove conquista per tre volte il Southern Tag Team Title della federazione locale; nel frattempo viene loro offerto dalla WWF un contratto di sviluppo e vengono mandati nella Ohio Valley Wrestling (OVW), federazione satellite della WWE. Quando tutto sembrava andare per il meglio, Charlie si trova a dover fare i conti con un gravissimo lutto: il 15 dicembre 2001 Russ muore, a causa di problemi alle coronarie. Charlie decide di continuare in nome del fratello e, nel 2002, conquista il primo alloro come lottatore singolo, il HWA Heavyweight Title.

### World Wrestling Entertainment (2002–2005)
Nel dicembre 2002 debutta ufficialmente nello show di Vince McMahon, dove forma un tag team con Shelton Benjamin, il World's Greatest Tag Team o Team Angle (inizialmente era una Stable, formata da Haas, Benjamin e Kurt Angle). Con Benjamin vince per la prima volta il WWE Tag Team Championship nel febbraio 2003. Dopo un periodo di successi, arriva la definitiva sconfitta ad opera dei Los Guerreros e Haas tenta, con scarsi risultati, la carriera da singolo.
Dopo la partecipazione alla Royal Rumble 2004 e all'ultimo match del World's Greatest Tag team a WrestleMania XX, Charlie Haas forma un nuovo team con Rico Costantino e la valletta Miss Jackie (futura compagna di Haas). Inaspettatamente, i due riescono a vincere i WWE Tag Team Titles sconfiggendo la coppia formata da Rikishi e Scotty 2 Hotty, allora detentori degli allori di coppia.
Dopo due mesi di supremazia e vittorie (contro i Basham Brothers, Billy Kidman e Paul London e Hardcore Holly e Billy Gunn), i due vengono sconfitti dai Dudley Boyz; Rico abbandona le scene per infortunio e per Haas la strada si fa tutta in salita. Partecipa senza successo alla Royal Rumble 2005 (verrà eliminato dopo pochi minuti da Shawn Michaels); tenta invano di recuperare i titoli di coppia con Hardcore Holly, ma i due vengono sconfitti prima da Rey Mysterio e Eddie Guerrero, poi dagli MNM (Joey Mercury e Johnny Nitro).
La WWE, non avendo più piani per Haas e Miss Jackie (che nel frattempo si sono sposati), decide di rescindere i loro contratti.

### Ritorno in WWE (2006–2010)
Nel gennaio 2006, Charlie firma un nuovo contratto con la WWE.
Nel mese di dicembre 2006 annuncia assieme a Benjamin il ritorno del World's Greatest Tag Team. Il duo combatteva regolarmente a RAW e a WWE Heat, alle volte anche in match singoli. In seguito al trasferimento di Shelton Benjamin alla ECW avvenuto durante il Draft 2007, Charlie ha lottato a Heat, nei dark match e nei match della low card, alternando vittorie e sconfitte.
Dall'estate del 2008, inizia a comparire imitando altri wrestler, ad esempio Carlito (Charlito), JBL (CHL Charlie Haas Layfield), The Great Khali (come The Great Charlì), Stone Cold (Stone Cold Steve "Haastin"), John Cena (Haas Cena)
e Beth Phoenix (Glamhaason) ed in alcuni dark match Hulk Hogan (Haas Hogan). In un match ha anche imitato Babbo Natale (Santa Claas).
Con il Draft supplementare 2009 torna a Smackdown.Qui ritrova il vecchio amico Shelton Benjamin e i due uniranno spesso le forze contro John Morrison, R-Truth e i Cryme Tyme,non riuscendo però ad ottenere moltissime vittorie. Ora appare solo raramente in alcuni match. Decide di cambiare look, rasandosi la testa a zero e vestendosi di nero, formando un team con Mike Knox. Il 28 febbraio 2010 viene svincolato dalla WWE.

### Ring of Honor (2010–2013)
Il 2 agosto 2010, la Ring of Honor ha annunciato che Haas e Benjamin avrebbero riformato il Wrestling Greatest Tag Team, a Glory By Honor IX l'11 settembre 2010, per affrontare i ROH World Tag Team Champions The Kings of Wrestling (Chris Hero e Claudio Castagnoli). Il duo più tardi ha dichiarato che si sarebbero collettivamente noti come il Wrestling Greatest Tag Team. A Glory By Honor IX Haas e Benjamin sono stati sconfitti da Hero e Castagnoli in un no-title match. L'8 dicembre, 2010, Haas e Benjamin sono tornati in Ohio Valley Wrestling, dopo più di sette anni dopo il loro match di debutto. Al loro ritorno sconfissero gli Elite (Ted McNaler e Adam Revolver). Il giorno dopo hanno preso parte ai loro primi tapigns in ROH, sconfiggendo i Bravado Brothers (Harlem e Lance). Il giorno dopo, Haas e Benjamin hanno sconfitto gli l'All-Night Xpress (Kenny re e Rhett Titus) Il 18 dicembre al PPV Final Battle 2010, Haas e Benjamin ha annunciato che nel 2011 avrebbero lottato in ROH normalmente. Al seguente PPV, 9th Anniversary Show, il 26 febbraio 2011, Haas e Benjamin ha sconfitto i Briscoe Brothers conquistando una shot per i ROH World Tag Team Championships. Il 1 ° aprile, Honor Takes Center Night One, Haas e Benjamin sconfiggono i Kings of Wrestling vincendo i ROH World Tag Team Championships per la prima volta in carriera. Il 26 giugno al PPV, Best in the World 2011, Haas e Benjamin HANNO difeso con successo I ROH Tag World Team Championship in un Fatal-4 way match contro i Briscoe Brothers, i Kings of Wrestling e gli All-Night Express. Il 23 dicembre, Haas e Benjamin hanno perso il ROH World Tag Team Championship contro Briscoe Brothers al PPV Final Battle 2011, effettuando un Turn Heel durante il match. Il 12 maggio 2012 a Border Wars, Haas e Benjamin hanno vinto per la seconda volta i ROH World Tag Team Championship sconfiggendo i Briscoe Brothers. Perdono i titoli a Best in the World 2012, in favore di Kenny King e Rhett Titus.
Il 30 marzo 2013, al termine del contratto con la ROH ha annunciato il ritiro dal wrestling professionistico, continuando tuttavia a lottare nel circuito indipendente.

### IMPACT Wrestling (2022-presente)
Nella puntata del 13 gennaio fa il suo debutto in Impact Wrestling interrompendo un promo di Josh Alexander.
Il 20 gennaio sfida Alexander in un match e nel main event della puntata viene sconfitto. A fine match si stringe la mano con Alexander ma entrambi vengono attaccati da alcuni wrestlers della Ring Of Honor.

## Sospensione per doping
Nell'agosto 2007 Charlie Haas è stato sospeso per trenta giorni dalla WWE perché il suo nome è stato trovato nel database clienti della Signature Pharmacy, società sotto inchiesta per aver venduto senza regolare ricetta medicinali e sostanze dopanti.

## Vita privata
Nel 2005 si è sposato con la collega Jackie Gayda, nota anche come Miss Jackie, da cui ha avuto quattro figli: Kayla, Taylor, Thomas e Charles. Nel dicembre del 2020 ha annunciato il divorzio della coppia.

## Personaggio

### Mosse finali
- Diving crossbody – 2004
- Haas of Pain

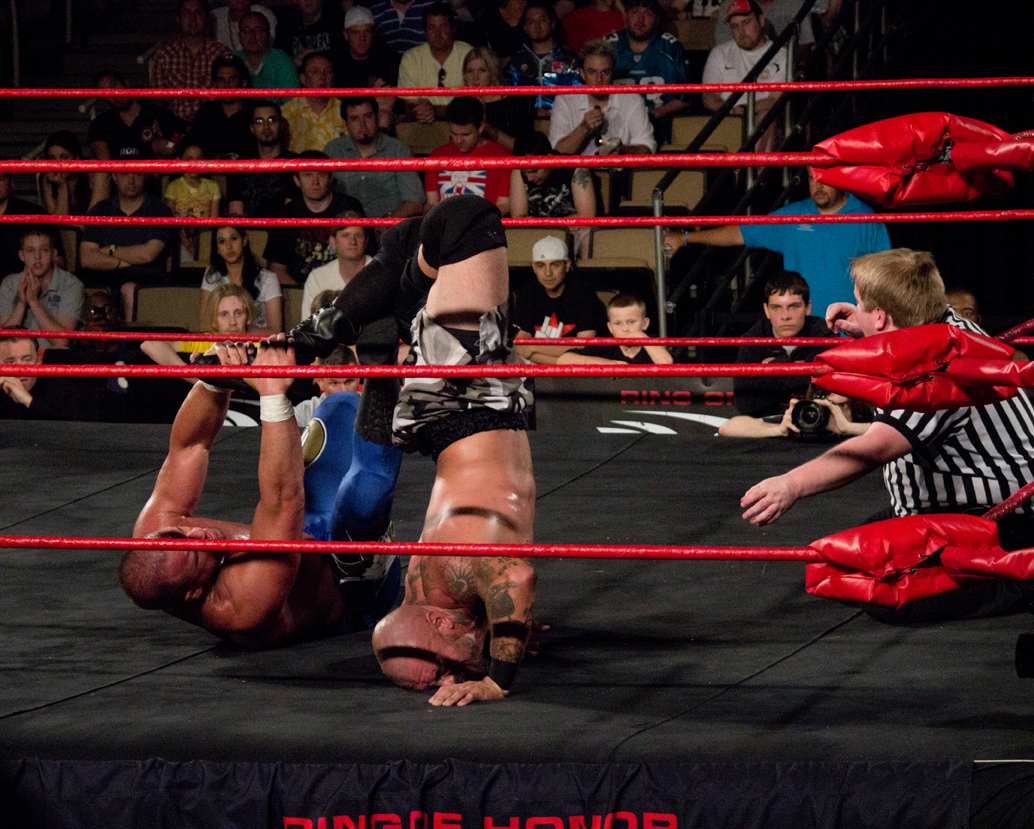
Charlie Haas mentre esegue la Haas of Pain

- Haastile Takeover / Haastruction (Scoop inverted DDT) – 2006
- Reverse croverleaf
- Bridging German Suplex

### Manager
- Jackie Gayda
- Kurt Angle
- Paul Heyman

### Soprannomi
- "The Outlaw"

### Musiche d'ingresso
- Medal di Jim Johnston (WWE; usata come membro del Team Angle)
- Heroes di Jim Johnston (WWE; usata come membro del The World's Greatest Tag Team)
- You Look So Good to Me di Jim Johnston (WWE; 2004; usata in coppia con Rico)
- Pay the Price di Eric & The Hostiles (WWE/Circuito indipendente)
- T.N.T. degli AC/DC (ROH; usata in coppia con Shelton Benjamin)

## Titoli e riconoscimenti
- Ballpark Brawl

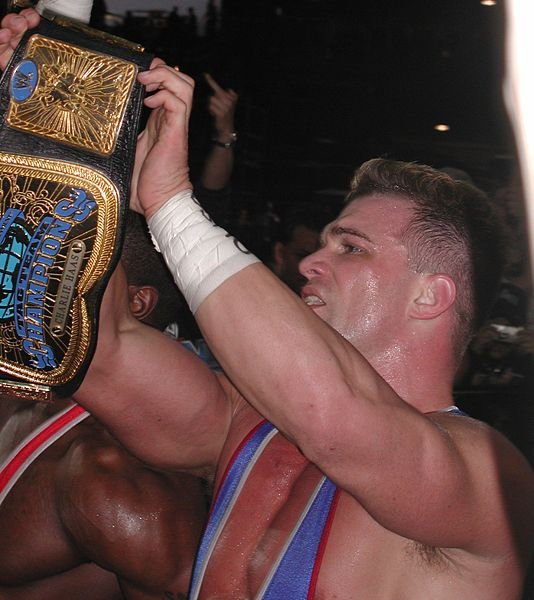
Charlie Haas con il WWE Tag Team Championship, titolo che ha detenuto tre volte (una con Rico e due con Shelton Benjamin)

  - Natural Heavyweight Championship (1)
- Combat Zone Wrestling
  - CZW World Tag Team Championship (1) – con Russ Haas
- East Coast Wrestling Association
  - ECWA Tag Team Championship (1) – con Russ Haas
  - ECWA Hall of Fame (2004)
- Family Wrestling Entertainment
  - FWE Heavyweight Championship (1)
- Heartland Wrestling Association
  - HWA Heavyweight Championship (1)
- Insane Hardcore Wrestling Entertainment
  - IHWE California West Coast Heavyweight Championship (1)
  - IHWE DFW Championship (2)
  - IHWE Heavyweight Championship (1)
  - IHWE Triple Crown Championship (1)
- Jersey All Pro Wrestling
  - JAPW New Jersey State Championship (1)
  - JAPW Tag Team Championship (2) – con Russ Haas
  - JAPW Hall of Fame (2007)
- Memphis Championship Wrestling
  - MCW Southern Tag Team Championship (3) – con Russ Haas
- NWA Branded Outlaw Wrestling
  - NWA BOW Heavyweight Championship (1)
- NWA Southwest
  - NWA Texas Heavyweight Championship (1)
- NWA Texoma
  - NWA Texoma Heavyweight Championship (1)
  - NWA Texoma Tag Team Championship (1) – con Dane Griffin
- Ohio Valley Wrestling
  - Danny Davis Invitational Tag Team Tournament (2015) – con Shelton Benjamin
- Old School Wrestling
  - Osw World Heavyweight Championship (1)
- Pennsylvania Championship Wrestling
  - PCW Tag Team Championship (1) – con Russ Haas
- Phoenix Championship Wrestling
  - Russ Haas Memorial Tag Team Tournament (2002) – con Nova
- Pro Wrestling Illustrated
  - 25º tra i 500 migliori wrestler singoli nella PWI 500 (2003)
  - PWI Tag Team of the Year (2003) con Shelton Benjamin
- Ring of Honor
  - ROH World Tag Team Championship (2) – con Shelton Benjamin
- Texas Outlaw Promotion
  - TOP Heavyweight Championship (1)
- World Wrestling Entertainment
  - WWE Tag Team Championship (3) – con Rico (1) e Shelton Benjamin (2)
  - Slammy Award (1)
    - Best Impersonation (2008) The GlamaHaas il 27 ottobre a Raw
- Wrecking Ball Wrestling
  - Match of the Year (2011) vs. Low Ki
- WrestleForce
  - WrestleForce World Heavyweight Championship (1)